# Coulometrie
Coulometrie is een groep analytische methoden om de hoeveelheid omgezette stof bij een elektrolysereactie te meten aan de hand van de gemeten elektrische stroom. Deze techniek valt onder de elektroanalyse.
Bij coulometrie wordt een platinaelektrode in de te bepalen vloeistof geplaatst. De tijd die nodig is om het equivalentiepunt te bereiken wordt in de berekening toegepast om het gehalte te bepalen.

## Vergelijking met titreren
In essentie is coulometrische bepaling geheel vergelijkbaar met een titratie. Het grote verschil zit in het feit dat het reagens niet in de vorm van een oplossing toegevoegd wordt, maar in de te titreren oplossing door een elektrolyse gemaakt wordt.  De wijze waarop het equivalentiepunt vastgesteld wordt is even divers als bij de titraties.
Ten opzichte van een titratie zijn er belangrijke voordelen:
- Vluchtige of reactieve verbindingen kunnen ook als reagens gebruikt worden, want de verbinding ontstaat in de directe omgeving waarin hij gebruikt moet worden.
- Er kan veel makkelijker in een gesloten systeem gewerkt worden. Dit kan belangrijk zijn als bestanddelen van lucht (zuurstof, vocht) storend op de bepaling werken of als er tijdens de bepaling schadelijke stoffen ontstaan.
- De hoeveelheid reagens is in veel kleinere hoeveelheden nauwkeurig te meten. Bij een gewone titratie ligt de ondergrens ongeveer bij 10−4 mol (0,1 mmol). Een coulometrische bepaling kan tot ongeveer 10−6 mol (1 μmol) nog nauwkeurig meten.

## Voorbeelden

### Broomadditiegetal
Bij de bereiding van margarine is het aantal dubbele bindingen in de gebruikte olie belangrijk. Het broomadditiegetal is hier een maat voor. Elke dubbele binding reageert met één Br2-molecuul.  Aan de kathode ontstaat waterstofgas. Br2 wordt elektrolytisch gemaakt uit bromide aan de anode. Broom is erg vluchtig en daarom niet geschikt als titrant en wordt dus niet in voorraad gehouden als titratievloeistof. De bepaling wordt uitgevoerd in een mengsel van ethanol en broomwaterstofzuur.
Br2 wordt hier elektrolytisch gemaakt uit bromide aan de anode. Broom is erg vluchtig en daarom niet geschikt als titrant en wordt dus niet in voorraad gehouden als titratievloeistof.  Coulometrie verdient hier de voorkeur boven een standaard titratie in verband met zowel de vluchtigheid als de giftigheid van broom (de titrant) en het oplosmiddel.

### Chloridegehalte in bloed
In de klinische chemie wordt als een van de bepalingen het gehalte chloride in bloed gemeten. Chloride reageert met Ag+  tot het onoplosbare AgCl. De zilverionen worden gemaakt door het elektrolytisch oplossen van een zilverelektrode. Coulometrie verdient hier de voorkeur in verband met de kleine hoeveelheden monster die nodig zijn.